# Wolseley Viper
El Wolseley Viper es un propulsor de alta compresión refrigerado por líquido de fabricación británica, derivado del motor V8 Hispano Suiza HS-8, construido bajo licencia por Wolseley Motors durante la Primera Guerra Mundial.
Impulsó modelos posteriores de las aeronaves S.E.5a, SPAD VII y de otros aviones construidos directamente por el Reino Unido, o fabricados en el Reino Unido bajo licencia Hispano-Suiza.

## Variantes
- Wolseley W.4A Python I
- Wolseley W.4A Python II
- Wolseley W.4A Viper
- Wolseley W.4B Adder I
- Wolseley W.4B Adder II
- Wolseley W.4B Adder III
- Wolseley W.4A Python

## Aplicaciones
- Airco DH.9
- Avro 552
- Bristol M.R.1
- Bristol Tourer
- Cierva C.8
- Martinsyde F.6
- Royal Aircraft Factory S.E.5
- Sopwith Antelope
- Sopwith Cuckoo

## Unidades preservadas
- Una aeronave Royal Aircraft Factory S.E.5 propulsada por un motor Wolseley Viper original es propiedad de The Shuttleworth Collection, en el Old Warden Aerodrome (Reino Unido).[1]

## Motores en exhibición
- Unidad exhibida en el Museo de Ciencias de Londres
- Unidad exhibida en el Museo Nacional de Aeronáutica

## Especificaciones (W.4A Viper)
Datos del libro de Alec Lumsden:
Características generales
- Tipo: 8 cilindros, en posición vertical, motor en V a 90 grados
- Diámetro: 120 mm (4.72 in)
- Carrera: 130 mm (5.12 in)
- Desplazamiento: 11.77 litros (716.8" cúbicas)
- Peso seco: 226.8 kg (500 lb)

Componentes
- Sistema de combustible: carburadores Zenith-Duplex gemelos
- Sistema de refrigeración: refrigerado por líquido
- Engranaje reductor: accionamiento directo, dextrógiro

Prestaciones
- Potencia de salida: 200 CV a 2000 rpm (potencia de despegue)
- Relación de compresión: 5.3:1